# Москвич-426
Москвич-426 — советский грузо-пассажирский автомобиль, выпускавшийся в Москве на заводе МЗМА (позднее АЗЛК) с 1967 по 1976 год. Является грузо-пассажирской версией автомобиля Москвич-408.

## Описание конструкции
На базе автомобиля «Москвич-408» в 1967 году выпущен универсал «Москвич-426». На автомобилях первых годов выпуска (до 1972 года) задняя дверь состояла из двух половин: верхняя открывалась вверх, нижняя — вниз. Впоследствии задняя дверь стала цельной и открывалась вверх. Отличался от модели «Москвич-427» менее мощным двигателем.
На «Москвич-426» установлен двигатель 1,4 литра от 408 модели. Мог вмещать 4–5 человек и груз 100 кг или двух человек и груз 250 кг. Заднее сиденье имело металлическую спинку, которая могла складываться для груза до 250 кг. Под задней частью пола были добавлены запасное колесо и инструмент.
Дизайнер — Ефим Мастбаум. С 1967 года автомобиль стал сходить с конвейера. Выпуск продолжался до 1976 года.
С 1976 года, в связи со снятием с производства семейства автомобилей «Москвич-408» и постановкой в производство семейства «Москвич-2138», выпускался универсал «Москвич-2136».

## Модификации
- Москвич-426 — базовый универсал.
- Москвич-426М — универсал медслужбы.
- Москвич-426Т — универсал-такси.
- Москвич-426Э — экспортный универсал.
- Москвич-426К — универсал-машинокомплект.
- Москвич-426Ю — универсал в южном исполнении.
- Москвич-426И — аналогично Москвич-408И.
- Москвич-426ИЭ — аналогично Москвич-408ИЭ.
- Москвич-426П — праворульный универсал, выпущено небольшое количество.

В декабре 1969 года Москвич-426 прошёл модернизацию, как и базовая модель, он также получил в индексе буквы ИЭ. Внешних отличий от предшествующей модификации эти автомобили не имели.